# Бојтон (Вирџинија)
Бојтон (енгл. Boydton) град је у америчкој савезној држави Вирџинија. По попису становништва из 2010. у њему је живело 431 становника.

## Демографија
Према попису становништва из 2010. у граду је живело 431 становника, што је 23 (5,1%) становника мање него 2000. године.
| Група             | 2000.       | 2010.       |
| Белци             | 263 (57,9%) | 278 (64,5%) |
| Афроамериканци    | 178 (39,2%) | 146 (33,9%) |
| Азијати           | 0 (0,0%)    | 1 (0,2%)    |
| Хиспаноамериканци | 11 (2,4%)   | 5 (1,2%)    |
| Укупно            | 454         | 431         |